# Igor Trandenkov
Igor Leonidovitj Trandenkov (ryska: Игоръ Леонидович Транденков), född 17 augusti 1966, är en rysk före detta friidrottare som tävlade i stavhopp. 
Trandenkov är en av få stavhoppare som hoppat över 6 meter, hans personliga rekord är på 6,01. Trandenkov har två gånger blivit olympisk silvermedaljör. Dessutom har han blivit silvermedaljör vid EM och bronsmedaljör vid VM.